# Martín Miguel Navarro
Martín Miguel Navarro Moncayo (Tarazona, Zaragoza; 6 de octubre de 1600-ibídem, 26 de julio de 1644) fue un poeta español del Siglo de Oro.

## Biografía
Inició sus estudios en Tarazona. Más tarde cursó estudios de Derecho, Teología y Filosofía en Zaragoza. Allí conoce a Bartolomé Leonardo de Argensola, por quien fue influido intensamente en su obra poética. Dominó también el latín y el griego y otras lenguas modernas, como el francés y el italiano, idiomas en los que también escribió poesía y prosa. Viajó a Roma, tras rehusar estudiar con una beca en el Colegio Trilingüe de la Universidad de Alcalá de Henares, y fue nombrado secretario del virrey de Nápoles, el conde de Monterrey Manuel de Acevedo y Zúñiga. A su vuelta fue canónigo en Tarazona, donde murió, tras un periplo por la península ibérica con objeto de escribir tratados geográficos en verso, el Tratado de Cosmografía y el Tratado de Geografía, que comienza como un poema alegórico italiano en la línea de La divina comedia de Dante Alighieri. 
Su obra se ha transmitido en el manuscrito 6685 de la Biblioteca Nacional de España y fue la poesía allí recogida de Martín Miguel Navarro fue dada a conocer por vez primera en una antología publicada por Ignacio Jordán de Asso en Ámsterdam (1781).
Su estilo es deudor del de Bartolomé Leonardo de Argensola, de quien fue su mejor discípulo, hasta el punto de que quiso publicar una edición comentada de la poesía de Bartolomé que no llegó a terminar. Así, comparte con su maestro los temas poéticos, fundamentalmente el de la filosofía moral. Escribe, como el menor de los Argensola, epístolas reflexivas y de estilo llano en tercetos encadenados. También gustó de cultivar la fábula y el apólogo en su afán ejemplar y didáctico. Asimismo, su poesía remite a los clásicos latinos y rehúye la poesía amorosa petrarquista. Fue un decidido anticulteranista como se puede observar en su «Carta en respuesta a la de un caballero que le escribía de poesía y estilo oscuro».
Finalmente, como muchos otros poetas aragoneses del barroco, tradujo a su compatriota Marcial con acierto. Muestra de su quehacer como traductor de los clásicos es su soneto basado en un pasaje de Virgilio (Eneida, libro 4, «Omnia tuta timens»):

A una mariposa en la red de una araña, con la letra de Virgilio, lib. 4, Aen. Omnia tuta timens

Cándida mariposa incierta vuela,
flor del viento que surca, iris alado,
por las delicias de un hermoso prado
y a su confín discurre sin cautela.

Crédula al sol y al aire, no recela
mortal peligro en su región librado;
¿qué mucho, si se armó con tal cuidado,
que la luz le desmiente en breve tela?

Llega a la red y la defiende en vano
su belleza infeliz de la licencia
inexorable de un rigor tirano.

No engañe más la oculta violencia,
tema sus artes el candor humano,
tema aun lo más seguro la prudencia.
Martín Miguel Navarro